# Новые Бросковцы
Но́вые Броско́вцы (укр. Нові́ Броскі́вці) — село в Сторожинецкой городской общине Черновицкого района Черновицкой области Украины.
До 2020 года входило в Сторожинецкий район
Население по переписи 2001 года составляло 1469 человек. Почтовый индекс — 59044. Телефонный код — 3735. Код КОАТУУ — 7324587501.